# William Bernard Cooke

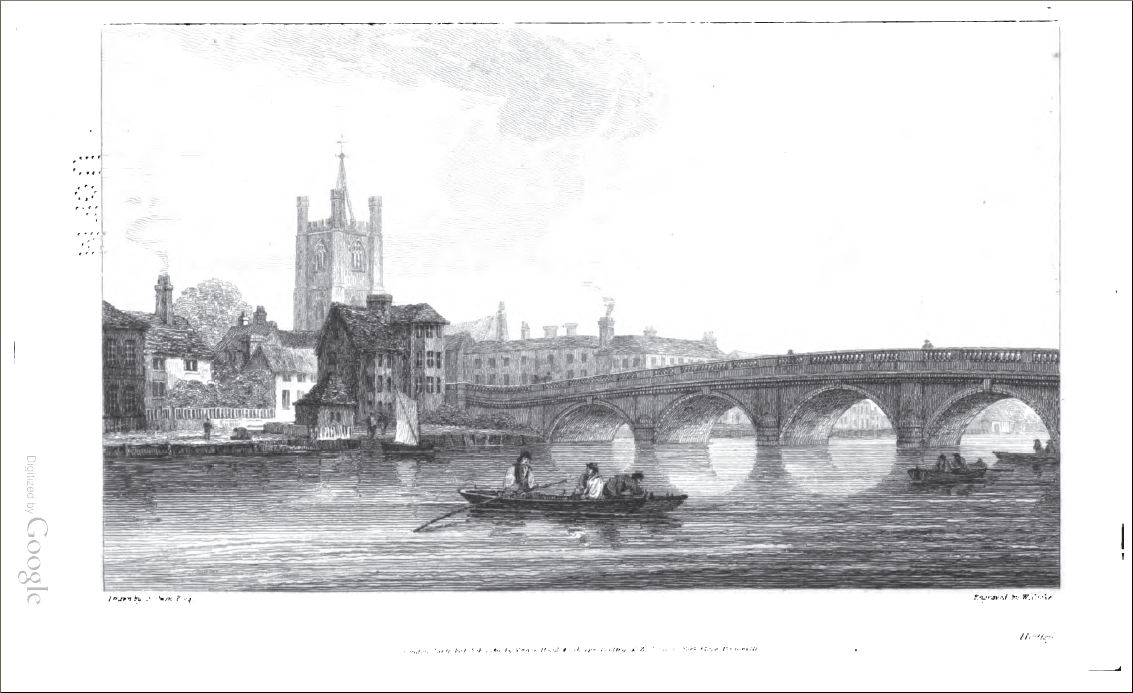
Pont Henley 1811

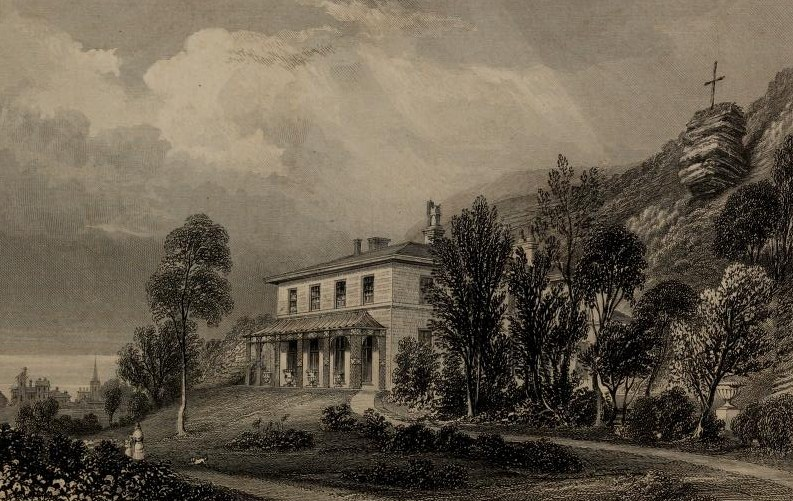
Pulpit Rock Bonchurch, 1849

William Bernard Cooke (1778 - 2 août 1855) est un graveur au trait britannique.

## Biographie
Cooke est né à Londres en 1778. Il est le frère aîné de George Cooke (en) (1781–1834) et devient l'élève de William Angus (1752–1821), le graveur des « sièges de la noblesse et de la noblesse en Grande-Bretagne et au Pays de Galles ». Après la fin de son apprentissage, il travaille sur les plaques des Beauties of England and Wales de Brewer, puis entreprend la publication de The Thames qui est achevée en 1811, et pour laquelle il grave presque toutes les plaques d'après Samuel Owen.
Son œuvre la plus importante est les Picturesque Views on the Southern Coast of England, principalement d'après des dessins de Turner, qu'il réalise entre 1814 et 1826, conjointement avec son frère, George Cooke, et pour laquelle il exécute pas moins de vingt-deux planches, outre de nombreuses vignettes. Il grave également d'après Turner La Source du Tamar et Plymouth, et en 1819 cinq planches de Vues dans le Sussex qui sont publiées avec des notices explicatives par Ramsay Richard Reinagle. Outre ceux-ci, il grave Storm clearing off, d'après Copley Fielding, pour la Gallery of the Society of Painters in Watercolors, 1833, ainsi que des planches pour Peak Scenery d'Ebenezer Rhodes, 1818, les Vues dans le sud de la France de Peter De Wint, principalement sur le Rhône, 1825, 'Pompéi de Cockburn, 1827, Coast Scenery de Stanfield 1836, Rome et ses paysages environnants de Noel Humphreys 1840, et d'autres œuvres. Il publie également Une nouvelle image de l'île de Wight en 1812 et Vingt-quatre vues sélectionnées en Italie en 1833.
C'est un graveur d'une habileté considérable, et excelle surtout dans les vues marines, mais les ouvrages qu'il publie n'ont pas beaucoup de succès. Il meurt à Camberwell d'une maladie cardiaque, le 2 août 1855, à l'âge de 77 ans.